# Kenny Roberts, Jr.
Kenny Roberts, Jr. (polno ime Kenneth Leroy Roberts Jr.),  ameriški motociklistični dirkač, *25. julij 1973, Mountain View, Kalifornija, ZDA.
Kenny Roberts mlajši je nekdanji ameriški motociklistični dirkač, ki je leta 2000 postal svetovni prvak v najmočnejšem razredu do 500 cm³, leto pred tem pa je bil podprvak. Dobil je 8 dirk za Veliko nagrado. Z očetom Kennyjem Robertsom tvorita edini dvojec oče in sin, ki je postal svetovni prvak v motociklizmu v razredu do 500 cm³. Leta 2017 je bil sprejet v motociklistično hišo slavnih FIM.

## Kariera

### Zgodnja leta
Roberts je prvič dirkal v razredu do 250 cm³  v Willow Springsu leta 1990 in zmagal na petih dirkah v svoji prvi sezoni na cestnih dirkah. Leta 1993 je debitiral v najmočnejšem razredu do 500 cm³ na dirki v Laguna Seci. V sezonah 1994 in 1995 je bil celo leto dirkač v razredu do 250 cm³ pri ekipi Marlboro-Yamaha.

### Ekipa Roberts
Roberts je leta 1996 prestopil v Yamaho in napredoval v svetovno prvenstvo do 500 cm³. Svojo prvo sezono v tem razredu je v skupnem seštevku končal na 13. mestu in Yamaha se je odločila, da ne bo podaljšala njegove pogodbe. Nato se je leta 1997 pridružil očetovi ekipi in dve leti sodeloval pri razvoju njihovega dvotaktnega motocikla Modena. V teh dveh letih je imel veliko težav, v letih 1997 in 1998 je končal na 16. oziroma 13. mestu.

### Suzuki
Leta 1999 je podpisal pogodbo s Suzukijem. Njegova prva dirka za novo tovarno v Maleziji se je končala z njegovo presenetljivo zmago, saj je premagal aktualnega prvaka Michaela Doohana. Enako se je zgodilo na drugi dirki na Japonskem. S tem zmagovitim nizom je začel veljati za močnega tekmeca, ki bi lahko izzval Doohana v boju za naslov prvaka. Vendar pa je Doohan predčasno končal sezono zaradi poškodbe ob padcu na tretji dirki v Španiji. S tem je njegov glavni tekmec postal Doohanov moštveni kolega Àlex Crivillé. V nadaljevanju sezone Roberts ni našel konstantnosti in je dosegel le še dve zmagi in štiri dodatne stopničke. Vodstvo v skupnem seštevku je prevzel Crivillé, ki se je na koncu tudi okitil z naslovom svetovnega prvaka. Roberts je sezono končal kot svetovni podprvak.
Roberts se je ponovno podal v boj za naslov prvaka v sezoni 2000. Crivillé ni kazal forme iz prejšnje sezone, zato je Robertsov glavni tekmec postal Valentino Rossi, novinec, ki je v pretekli sezoni postal svetovni prvak v razredu do 250 cm³. Tokrat je Roberts na dirkah kazal konstantnost. V sezoni s 16-imi dirkami je štirikrat zmagal in še petkrat stal na stopničkah. Naslov prvaka je osvojil dve dirki pred koncem sezone s 6. mestom na dirki v Riu de Janeiru, čeprav je na dirki zmagal Rossi. S tem je postal prvi sin nekdanjega svetovnega prvaka, ki je tudi sam osvojil naslov. Z zmago v prvenstvu je kot Suzukijev dirkač tudi prekinil šestletni zmagoviti niz Honde.
Leta 2001 sta se Roberts in Suzuki znašla pred težko nalogo - ubraniti naslov. Rossi je dominiral in brez težav osvojil naslov, medtem ko je Roberts dosegel le ene stopničke in sezono končal razočaran na 11. mestu. To je bila tudi zadnja sezona dvotaktnih 500-kubičnih motorjev, saj so se leta 2002 pravila spremenila.
Med letoma 2002 in 2005 se je Roberts soočal s težkimi časi ob razvoju novega štiritaktnega 990-kubičnega motocikla Suzuki GSV-R, s katerim bi izzval Hondo in Yamaho. Izzval ga je tudi njegov mlajši moštveni kolega John Hopkins, ki ga je pogosto prekašal. Tudi v letih 2003 in 2004 je Hopkinsu uspelo končati v skupnem seštevku pred Robertsom. V 4-letnem obdobju je Robertsu uspelo osvojiti le dvojne stopničke, ene v sezoni 2002 in ene v sezoni 2005. Konec leta 2005 so se pri Suzukiju odločili, da Robertsu ne bodo podaljšali pogodbe, ampak so se odločili za mlajšega dirkaša Chrisa Vermeulena.

### Vrnitev v Team Roberts
V očetovo ekipo se je vrnil leta 2006. Honda je zagotovila motocikla RC211V V5 z okvirjem, ki ga je oblikoval Team Roberts, in še enega, ki je bil pozneje poimenovan KR211V. V Kataloniji je osvojil prve stopničke v sezoni, potem ko je dirko začel v prvi vrsti.
Serija petih zaporednih uvrstitev med prvih pet na dirkah sredi sezone je pokazala, da motocikel obeta. Ponovno je bil na 3. mestu v Estorilu, kjer je vodil en krog pred koncem. Roberts je kasneje pojasnil, da je napačno štel število krogov in ko je prišel v ciljno ravnino en krog pred koncem, je pričakoval, da bo videl karirasto zastavo, ki označuje konec dirke. To ga je zmotilo in mu preprečilo, da bi blokiral prehitevanje Tonija Elíasa. Z dvema uvrstitvama na stopničke je ob koncu sezone končal na 6. mestu v skupni razvrstitvi, pri čemer so mu z izpuščanjem dirk šli na roko tudi nekateri dirkači, kot sta Casey Stoner in Sete Gibernau. To je bil Robertsov najboljši rezultat od zmage v prvenstvu leta 2000.
Roberts je ostal v očetovi ekipi za sezono 2007. Vendar pa je leto 2007 ponovno zaznamoval začetek novega obdobja, saj so 990-kubične motorje zamenjali z 800-kubičnimi. Vozil je motocikel KR212V, ki je uporabljal motor V4 RC212V, ki ga je dobavljala Honda. Sezona 2007 je bila manj uspešna, saj se je Honda osredotočila na izboljšanje slabega motocikla tovarniške ekipe Repsol Honda. Po osvojenih samo štirih točkah v prvem delu sezone je Roberts prenehal z dirkanjem sredi sezone. Zamenjal ga je njegov brat Kurtis, Kenny se v tej sezoni ni več vrnil, v letu 2008 pa sploh ni več sodeloval z ekipo.

## Karierna statistika

### MotoGP

#### Po sezonah
| Sezona | Razred  | Motocikel     | Ekipa                      | Številka | Dirke | Zmage | Stopničke | Najboljši štartni položaj | Najhitrejši krog | Točke | Uvrstitev |
| ------ | ------- | ------------- | -------------------------- | -------- | ----- | ----- | --------- | ------------------------- | ---------------- | ----- | --------- |
| 1993   | 250 cm3 | Yamaha TZM250 | Team Roberts               | 75       | 1     | 0     | 0         | 0                         | 0                | 6     | 27.       |
| 1994   | 250 cm3 | Yamaha TZM250 | Team Roberts               | 25       | 4     | 0     | 0         | 0                         | 0                | 23    | 18.       |
| 1995   | 250cc   | Yamaha TZM250 | Team Roberts               | 25       | 13    | 0     | 0         | 0                         | 0                | 82    | 8.        |
| 1996   | 500 cm3 | Yamaha YZR500 | Marlboro Team Roberts      | 10       | 13    | 0     | 0         | 0                         | 0                | 69    | 13.       |
| 1997   | 500 cm3 | Modenas KR3   | Marlboro Team Roberts      | 10       | 15    | 0     | 0         | 0                         | 0                | 37    | 16.       |
| 1998   | 500 cm3 | Modenas KR3   | Team Roberts               | 10       | 13    | 0     | 0         | 0                         | 0                | 59    | 13.       |
| 1999   | 500 cm3 | Suzuki RGV500 | Suzuki Grand Prix Team     | 10       | 16    | 4     | 8         | 5                         | 5                | 220   | 2.        |
| 2000   | 500 cm3 | Suzuki RGV500 | Telefónica Movistar Suzuki | 2        | 16    | 4     | 9         | 4                         | 3                | 258   | 1.        |
| 2001   | 500 cm3 | Suzuki RGV500 | Telefónica Movistar Suzuki | 1        | 16    | 0     | 1         | 0                         | 0                | 97    | 11.       |
| 2002   | MotoGP  | Suzuki GSV-R  | Telefónica Movistar Suzuki | 10       | 15    | 0     | 1         | 0                         | 0                | 99    | 9.        |
| 2003   | MotoGP  | Suzuki GSV-R  | Suzuki Grand Prix Team     | 10       | 13    | 0     | 0         | 0                         | 0                | 22    | 19.       |
| 2004   | MotoGP  | Suzuki GSV-R  | Team Suzuki MotoGP         | 10       | 12    | 0     | 0         | 1                         | 0                | 37    | 18.       |
| 2005   | MotoGP  | Suzuki GSV-R  | Team Suzuki MotoGP         | 10       | 14    | 0     | 1         | 0                         | 0                | 63    | 13.       |
| 2006   | MotoGP  | KR211V        | Team Roberts               | 10       | 17    | 0     | 2         | 0                         | 1                | 134   | 6.        |
| 2007   | MotoGP  | KR212V        | Team Roberts               | 10       | 7     | 0     | 0         | 0                         | 0                | 4     | 24.       |
| Skupno |         |               |                            |          | 185   | 8     | 22        | 10                        | 9                | 1210  |           |

#### Dirke po letih
(legenda) (krepko so označene dirke, za katere je osvojil najboljši štartni položaj, poševna pisava pomeni dosežen najhitrejši krog)
| Leto | Razred  | Motocikel    | 1       | 2       | 3       | 4       | 5       | 6       | 7      | 8       | 9       | 10      | 11      | 12      | 13      | 14     | 15      | 16      | 17    | 18  | Uvrstitev | Točke |
| ---- | ------- | ------------ | ------- | ------- | ------- | ------- | ------- | ------- | ------ | ------- | ------- | ------- | ------- | ------- | ------- | ------ | ------- | ------- | ----- | --- | --------- | ----- |
| 1993 | 250 cm3 | Yamaha       | AUS     | MAL     | JPN     | SPA     | AUT     | GER     | NED    | EUR     | RSM     | GBR     | CZE     | ITA     | USA 10  | FIM    |         |         |       |     | 27.       | 6     |
| 1994 | 250 cm3 | Yamaha       | AUS     | MAL     | JPN     | SPA     | AUT     | GER     | NED    | ITA     | FRA     | GBR     | CZE Ret | USA 8   | ARG 6   | EUR 11 |         |         |       |     | 18.       | 23    |
| 1995 | 250 cm3 | Yamaha       | AUS 7   | MAL 9   | JPN Ret | SPA Ret | GER 4   | ITA 6   | NED 5  | FRA 6   | GBR Ret | CZE 8   | BRA 13  | ARG Ret | EUR 5   |        |         |         |       |     | 8.        | 82    |
| 1996 | 500 cm3 | Yamaha       | MAL     | INA     | JPN 12  | SPA 6   | ITA 10  | FRA Ret | NED 5  | GER 5   | GBR Ret | AUT Ret | CZE 4   | IMO 10  | CAT Ret | BRA 13 | AUS 11  |         |       |     | 13.       | 69    |
| 1997 | 500 cm3 | Modenas      | MAL Ret | JPN Ret | SPA 18  | ITA Ret | AUT Ret | FRA Ret | NED 8  | IMO 17  | GER Ret | BRA Ret | GBR 11  | CZE 9   | CAT 8   | INA 9  | AUS 14  |         |       |     | 16.       | 37    |
| 1998 | 500 cm3 | Modenas      | JPN 11  | MAL 11  | SPA 9   | ITA Ret | FRA 13  | MAD DNQ | NED 9  | GBR Ret | GER 6   | CZE 10  | IMO 14  | CAT 10  | AUS 10  | ARG 11 |         |         |       |     | 13.       | 59    |
| 1999 | 500 cm3 | Suzuki       | MAL 1   | JPN 1   | SPA 13  | FRA Ret | ITA 5   | CAT 6   | NED 2  | GBR 8   | GER 1   | CZE 3   | IMO 6   | VAL 2   | AUS 10  | RSA 22 | BRA 3   | ARG 1   |       |     | 2.        | 220   |
| 2000 | 500 cm3 | Suzuki       | RSA 6   | MAL 1   | JPN 2   | SPA 1   | FRA 6   | ITA 6   | CAT 1  | NED Ret | GBR 2   | GER 3   | CZE 4   | POR 2   | VAL 2   | BRA 6  | PAC 1   | AUS 7   |       |     | 1.        | 258   |
| 2001 | 500 cm3 | Suzuki       | JPN 7   | RSA 7   | SPA 7   | FRA 6   | ITA Ret | CAT Ret | NED 6  | GBR 8   | GER 9   | CZE Ret | POR 6   | VAL 3   | PAC 8   | AUS 15 | MAL Ret | BRA 16  |       |     | 11.       | 97    |
| 2002 | MotoGP  | Suzuki       | JPN Ret | RSA Ret | SPA 8   | FRA 5   | ITA Ret | CAT 7   | NED 6  | GBR 14  | GER     | CZE 11  | POR 4   | BRA 3   | PAC 6   | MAL 8  | AUS 9   | VAL Ret |       |     | 9.        | 99    |
| 2003 | MotoGP  | Suzuki       | JPN 14  | RSA 15  | SPA 13  | FRA 16  | ITA Ret | CAT     | NED    | GBR     | GER 15  | CZE 20  | POR 17  | BRA 17  | PAC 15  | MAL 14 | AUS 9   | VAL 11  |       |     | 19.       | 22    |
| 2004 | MotoGP  | Suzuki       | RSA Ret | SPA 8   | FRA 12  | ITA Ret | CAT 17  | NED 16  | BRA 7  | GER 8   | GBR 17  | CZE 10  | POR 14  | JPN Ret | QAT     | MAL    | AUS     | VAL     |       |     | 18.       | 37    |
| 2005 | MotoGP  | Suzuki       | SPA Ret | POR 12  | CHN Ret | FRA 13  | ITA 15  | CAT 15  | NED 16 | USA 14  | GBR 2   | GER 11  | CZE 11  | JPN 8   | MAL 7   | QAT 11 | AUS WD  | TUR     | VAL   |     | 13.       | 63    |
| 2006 | MotoGP  | Team Roberts | SPA 8   | QAT 10  | TUR 13  | CHN 13  | FRA Ret | ITA 8   | CAT 3  | NED 5   | GBR 5   | GER Ret | USA 4   | CZE 4   | MAL 7   | AUS 14 | JPN 9   | POR 3   | VAL 8 |     | 6.        | 134   |
| 2007 | MotoGP  | Team Roberts | QAT 13  | SPA 16  | TUR 16  | CHN 15  | FRA Ret | ITA 17  | CAT 16 | GBR     | NED     | GER     | USA     | CZE     | RSM     | POR    | JPN     | AUS     | MAL   | VAL | 24.       | 4     |
|      |         |              |         |         |         |         |         |         |        |         |         |         |         |         |         |        |         |         |       |     |           |       |